# 2017年聖彼得堡地鐵爆炸案
2017年4月3日，聖彼得堡地鐵干草广场站到科技学院站间发生爆炸，共造成14人死亡，另外至少有45人受伤。爆炸装备装在公文包中。第二枚爆炸装置在起义广场站的列车中寻获，並已拆除。

## 袭击
2017年4月3日，一枚装有重约1公斤的爆炸物的装置在一辆列车途径干草广场站到科技学院站之间隧道时引爆。爆炸消息传出后，圣彼得堡所有地铁站立即关闭。至深夜，地铁3、4、5号线的恢复运营。
据国际文传电讯社报道，事件疑似由一名中亚的伊斯兰极端主义自杀式袭击者策划。
第二枚爆炸装置在起义广场站的列车中寻获，随后被拆除。据报装备采用滚珠轴承、螺丝和碎片，藏匿于灭火器中，装有一公斤TNT。

## 事後
事发后安保升级，金属探测器重新投入使用。七年前曾发生连环爆炸袭击的莫斯科地铁亦加强戒备，谨防袭击再次发生风险。莫斯科表示准备好协助圣彼得堡地铁。当地媒体报道称警方还在三个莫斯科地铁车站中找到可疑包裹，并疏散地区。据未经证实的报道，地铁监控摄像头曾拍到疑犯。俄罗斯联邦侦查委员会表示事发时列车司机决定不刹停列车，避免造成更大的伤亡。
目前尚无负责袭击的声明。联邦侦查委员会将事件定性为“恐怖袭击”。袭击据信是自杀式炸弹袭击。

## 伤亡
| 国家     | 死者 |
| -------- | ---- |
| 俄羅斯   | 3    |
| [ 20 ]   | 1    |
| [ 21 ]   | 1    |
| 白俄羅斯 | 1    |
|          | 1    |
|          | 1    |
| 未知     | 6    |
| 总计     | 14   |

俄罗斯联邦卫生部通报，约有50人伤亡，其中11人确认死亡。39人需送往医院，其中6人伤势严重。伤者包括儿童。

## 袭击者
调查人员认为袭击是自杀性爆炸事件，并认定嫌犯是中亚人。有报道称，嫌犯是22岁的哈萨克斯坦移民马克西姆·阿里谢夫（Maxim Arishev），另有报道指嫌犯是23岁的來自吉尔吉斯斯坦的烏茲別克族俄罗斯公民，与国际武装组织有关系。执法机关后来表示，尽管在爆炸中心找到一名中亚人的遗体，但是把他唤作嫌犯为时过早。警方最初公布两名涉嫌参与袭击嫌犯各自的图片，当中一人立即主动联系警察，后被宣布无罪。国际文传电讯社后来改成只有一人犯案。

## 各界回應

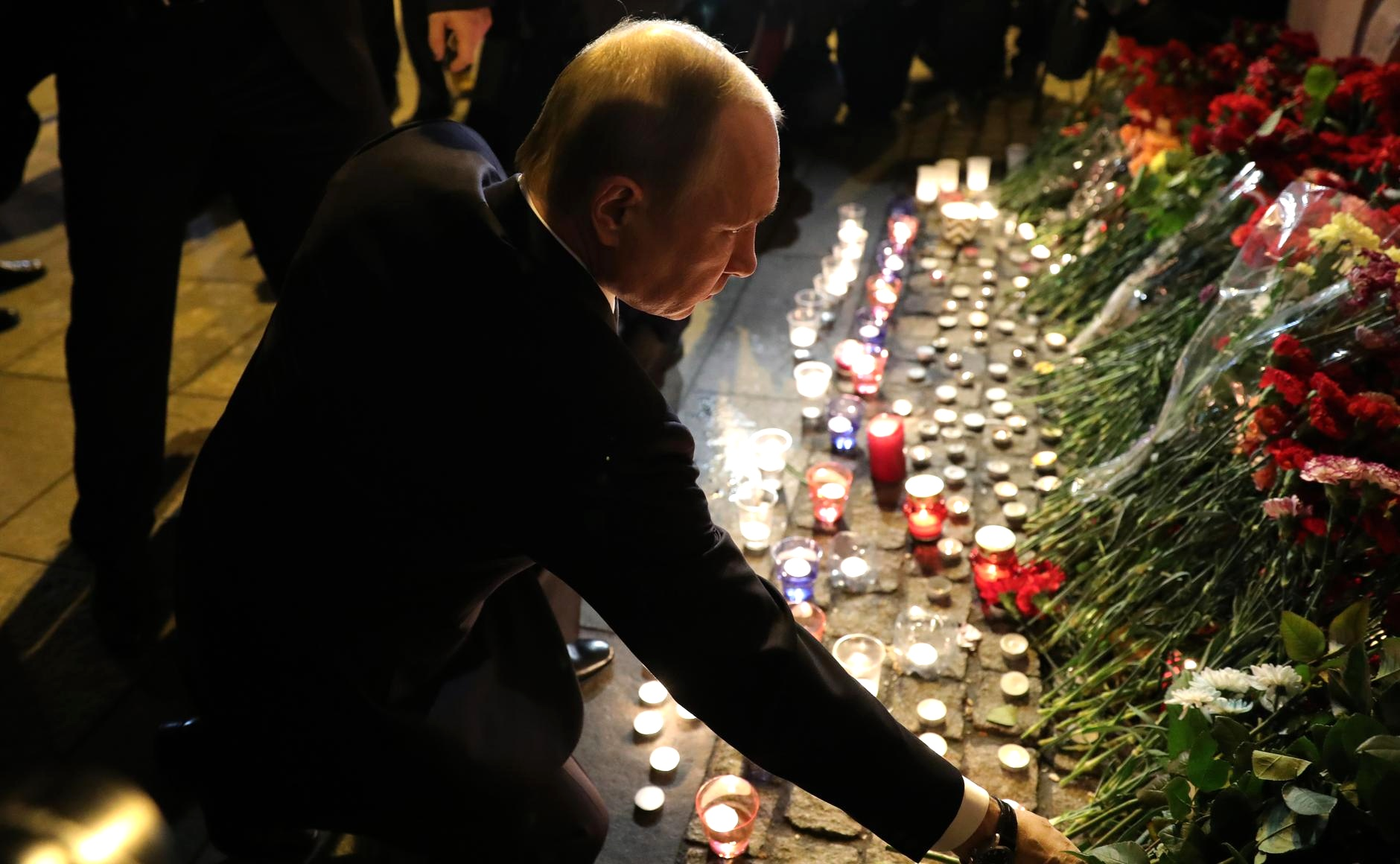
俄罗斯总统弗拉基米尔·普京持花到地铁站吊唁死者。

俄罗斯总统弗拉基米尔·普京事發時在聖彼得堡市內，他承诺会彻查事件。在与白俄罗斯总统亚历山大·格里戈里耶维奇·卢卡申科会谈时，普京表示“考虑所有可能的成因，包括恐袭”。他后来前往以安全为由被联邦警卫局封锁的事发区域。俄羅斯亦已將事件列為恐怖襲擊。
莫斯科市长及市政府新闻秘书古尔纳拉·彭科娃（Gulnara Penkova）表示，莫斯科市长谢尔盖·谢苗诺维奇·苏比雅宁向袭击遇难者表示哀悼，下令加强全市交通基础设施的安保。卫生部长维罗妮卡·斯科沃尔佐娃指示联邦医生帮助圣彼得堡医生协助遇害者。全俄保险人联盟（The All-Russian Union of Insurers）表示遇难者家属将获赔20.25亿卢布。
车臣共和国首脑拉姆赞·卡德罗夫表示地铁爆炸案是“恐怖主义行为”，呼吁查明并惩罚嫌犯。
临时纪念活动在事发后举行。圣彼得堡当局宣布哀悼三天，市长格列治·波茨瓦琴科（Georgi Poltavchenko）、列宁格勒州州长亚历山大·德罗兹登科（Alexander Drozdenko）也抵达事发地向遇难者献花。

### 國際
丹麦、中国、法国、格鲁吉亚、印度、印度尼西亚、伊朗、以色列、马来西亚、巴基斯坦、波兰、葡萄牙、瑞士、乌克兰、英国、美国、北约和欧盟等国家和国际机构代表表示谴责和慰问。
伊斯兰国威胁称要对俄罗斯发动袭击。尽管未宣称对袭击负责，但伊斯兰国支持者分享爆炸遇难者遗体照片庆祝事件。
以色列特拉维夫市政厅被俄罗斯国旗色灯光照亮。在布鲁塞尔，与一年前的做法相似，ING集团大楼也打出俄罗斯国旗飘扬的动画。而一些欧洲地标建筑如埃菲尔铁塔和勃兰登堡门等，并未如往常其他地方（主要是西方国家）遭受袭击之后一样，点亮俄罗斯国旗颜色的灯光，引发了一些人士的不满，被指“双重标准”。